# 排他性
排他性（英語：Excludability），是經濟學中對於商品（Good）的兩大特性之一，另一特徵為竞争性。排他性是指，某個特定資源的生產者，或擁有者，對於不付費就想對這個資源進行消費的其他個體，能夠排除的程度。另一個衡量方式，是指當某個消費者已經付費購買到特定財貨之後，他能夠在多大程度上排除掉其他未付費的使用者，來取用他已經購買到的資源。其为一种生产或消费领域中的价值性外力（积极或消极地）影响一些人无法完全参与到自主的交换中。

## 概論
最早提出排他性與競爭性定義的學者，為保羅·薩繆爾森。在1954年的論文〈公共支出的純理論〉（The Pure Theory of Public Expenditure），以非排他性與非競爭性作為公共財的定義。保羅·薩繆爾森認為，非排他性是導致搭便車問題這個市場失靈現象產生的原因。學者理查·馬斯格雷夫與加勒特·哈丁將排他性導入於公地悲劇（Tragedy of the commons）的研究中。
排他性存在于生产领域，也存在于消费领域，也存在于兩者之间。其包括积极排他性和消极排他性，例子如下：
|                | 积极的                                     | 消极的                                   |
| -------------- | ------------------------------------------ | ---------------------------------------- |
| 生产者之间     | 娱乐设施服务于就近的商业机构               | 上流工厂的有毒化学污染威胁下流的渔业生产 |
| 生产者到消费者 | 私人森林允许自然爱好者在此野营             | 工业空气污染导致当地居民肺病率上升       |
| 消费者之间     | 注射H1N1疫苗的人可以减少周围人群的患病威胁 | 吸烟者影响了邻桌人吃饭的雅兴             |
| 消费者到生产者 | 消费者对电脑产品的匿名回馈表               | 野地狩猎扰乱了旁边农场的畜牧生产         |

## 其他
|  |                                      |                          |
|  | 食物、汽车、衣物                     | 漁業資源、水資源、煤炭   |
|  | 卫星电视信号、圖書館、電影、公共交通 | 国防、免费电视节目、知識 |

## 延伸阅读
- Excludability, in: Joseph E. Stiglitz: Knowledge as a Global Public Good, World Bank. Last accessed 29 May 2007. Copy at the Internet Archive